# (1964) Luyten
(1964) Luyten (aussi nommé 2007 P-L) est un astéroïde de la ceinture principale, découvert le 24 septembre 1960 par Cornelis Johannes van Houten et Ingrid van Houten-Groeneveld à Leyde, d'après des plaques de Schmidt faites à l'observatoire Palomar, par Tom Gehrels.
Il a été nommé en hommage à Willem Jacob Luyten, astronome néerlando-américain.